# 중국의 신석기 문화 목록
본 문서는 고고학자들이 현재의 중화인민공화국 영토 내에서 발굴한 신석기 문화의 목록을 정리한 것이다. 이 문서는 가장 먼저 발생한 문화부터 가장 늦게 발생한 문화 순서로 정렬되었다.

## 중국의 신석기 문화 목록
| 시기                          | 한국어 명칭                  | 한자 명칭              | 현재 위치                                  |
| ----------------------------- | ---------------------------- | ---------------------- | ------------------------------------------ |
| 기원전 7500년 ~ 기원전 6100년 | 펑터우산 문화                | 彭頭山文化             | 후난성 동서부의 양쯔강 중류                |
| 기원전 7000년 ~ 기원전 5000년 | 페이리강 문화                | 裴李崗文化             | 허난성 뤄허(洛河) 부근 계곡                |
| 기원전 6500년 ~ 기원전 5500년 | 허우리 문화                  | 后李文化               | 산둥지방                                   |
| 기원전 6200년 ~ 기원전 5400년 | 싱룽와 문화                  | 興隆洼文化             | 내몽고 접경 지역                           |
| 기원전 6000년 ~ 기원전 5500년 | 츠산 문화                    | 磁山文化               | 허베이성 남부                              |
| 기원전 5800년 ~ 기원전 5400년 | 라오관타이 문화(다디완 문화) | 老官台文化, 大地灣文化 | 감숙성과 섬서성 서부                       |
| 기원전 5500년 ~ 기원전 4800년 | 신러 문화                    | 新樂文化               | 랴오둥반도의 랴오허 하류                   |
| 기원전 5400년 ~ 기원전 4500년 | 자오바오거우 문화            | 趙宝溝文化             | 내몽고의 난하 계곡과 허베이성 북부         |
| 기원전 5300년 ~ 기원전 4100년 | 베이신 문화                  | 北辛文化               | 산둥성                                     |
| 기원전 5000년 ~ 기원전 4500년 | 허무두 문화                  | 河姆渡文化             | 닝보, 저우산, 저장 지역                    |
| 기원전 5000년 ~ 기원전 3000년 | 다시 문화                    | 大溪文化               | 삼협 지방                                  |
| 기원전 5000년 ~ 기원전 3000년 | 마자방 문화                  | 馬家浜文化             | 태호 지역과 항저우 북부                    |
| 기원전 5000년 ~ 기원전 3000년 | 양사오 문화                  | 仰韶文化               | 허난, 섬서, 산서 지방                      |
| 기원전 4700년 ~ 기원전 2900년 | 훙산 문화                    | 紅山文化               | 내몽고, 요동, 요서 지방                    |
| 기원전 4100년 ~ 기원전 2600년 | 다원커우 문화                | 大汶口文化             | 산동, 안휘, 허난성, 강소성 지방            |
| 기원전 3400년 ~ 기원전 2250년 | 량주 문화                    | 良渚文化               | 양쯔강 삼각주                              |
| 기원전 3100년 ~ 기원전 2700년 | 마자야오 문화                | 馬家窯文化             | 간쑤성의 황하 상류와 청해                  |
| 기원전 3100년 ~ 기원전 2700년 | 취자링 문화                  | 屈家嶺文化             | 허베이성의 장강(양쯔강) 중류 지역과 허난성 |
| 기원전 3000년 ~ 기원전 2000년 | 룽산 문화                    | 龍山文化               | 황하 중·하류                               |
| 기원전 2800년 ~ 기원전 2000년 | 바오둔 문화                  | 寶墩文化               | 청두 평원                                  |
| 기원전 2500년 ~ 기원전 2000년 | 스자허 문화                  | 石家河文化             | 허베이성의 양쯔강 중류                     |
| 기원전 2100년 ~ 기원전 1500년 | 얼리터우 문화                | 二里頭文化             | 옌스, 허난성                               |

## 표
아래에는 기원 전 7000년부터 기원 전 1500년까지의 각 문화를 지역별로 나타내고 있다. 신석기 시대 문화는 무인으로, 청동기 문화(기원 전 2000년경부터 출현)는 별표(*)가 붙어 있다. 연대에는, 연구마다 더욱 많은 차이점이 있다.
| 년도 （기원전） | 랴오허유역 (만주) (1) | 황하상류 (중국서북부) (2) | 황하중류지역 (중원） (3) | 황하하류지역 (중국동북부) (4) | 장강하류지역 (5) | 장강중류지역 (6) | 쓰촨 (7)                       | 중국남동부 (8)  | 중국남서부 (9) |
| --------------- | --------------------- | ------------------------- | ------------------------ | ----------------------------- | ---------------- | ---------------- | ------------------------------ | --------------- | -------------- |
| 7500            |                       |                           |                          |                               |                  |                  |                                |                 |                |
|                 |                       |                           |                          |                               |                  |                  |                                |                 |                |
|                 |                       |                           |                          |                               |                  |                  |                                |                 |                |
| 7000            |                       |                           |                          |                               |                  | 펑투오산 문화    |                                | 성원타오치 문화 |                |
|                 |                       |                           |                          |                               |                  |                  |                                |                 |                |
|                 |                       |                           |                          |                               |                  | 청베이시문화     |                                | 쩡피옌 문화     |                |
| 6500            |                       | 라오관타이 문화           | 페이리강 문화            | 후리 문화                     |                  | 자오스 문화      |                                |                 |                |
|                 | 싱룽와 문화           | 다디완 문화               | 츠산 문화                | 6500-5500                     |                  | 7000-5800        |                                | 7000-5500       |                |
|                 | 6200-5400             | 바이자춘 문화             | 자후 유적                |                               |                  |                  |                                |                 |                |
| 6000            |                       | 6500-5000                 | 리가춘 문화              |                               | 커후차오 문화    |                  |                                |                 |                |
|                 |                       |                           | 6500-5000                |                               | 6000-5000        |                  |                                |                 |                |
|                 |                       |                           |                          |                               |                  |                  |                                |                 |                |
| 5500            |                       |                           |                          |                               |                  |                  |                                |                 |                |
|                 |                       |                           |                          | 베이신 문화                   |                  |                  |                                |                 |                |
|                 | 신러 문화             |                           |                          | 5300-4500                     |                  |                  |                                |                 |                |
| 5000            | 5300-4800             | 양사오 문화               | 양사오 문화              |                               | 하모도 문화      | 다시 문화        |                                | 다차컹 문화     |                |
|                 |                       | 5000-3000                 | 5000-3000                |                               | 5000-3400        | 5000-3300        |                                | 푸궈둔 문화     |                |
|                 |                       |                           |                          |                               | 마자방 문화      |                  |                                | 5000-3000       |                |
| 4500            | 자오바오거우 문화     |                           |                          |                               | 5000-4000        |                  |                                |                 |                |
|                 | 4500-4000             |                           |                          | 다원커우 문화                 | 송저 문화        |                  |                                |                 |                |
|                 |                       |                           |                          | 4300-2600                     | 4000-3000        |                  |                                |                 |                |
| 4000            |                       |                           |                          |                               |                  |                  |                                |                 |                |
|                 |                       |                           |                          |                               |                  |                  |                                |                 |                |
|                 |                       |                           |                          |                               |                  |                  |                                |                 |                |
| 3500            |                       |                           |                          |                               |                  | 취자링 문화      |                                |                 |                |
|                 | 훙산 문화             |                           |                          |                               |                  | 3500-2600        | 잉판산 문화                    |                 |                |
|                 | （富河文化 포함）     | 마자야오 문화             |                          |                               | 량주 문화        |                  | 3100경?                        |                 |                |
| 3000            | 3400-2300             | 3300-2700                 |                          |                               | 3200-1800        |                  |                                | 타니산 문화     |                |
|                 |                       | 반산 문화                 | *허난                    |                               |                  | 스자허 문화      | 바오둔 문화                    | 스샤 문화       |                |
|                 |                       | 2700-2400                 | 룽산 문화                | *산둥                         |                  | 2500-2000        | 2800-2000                      | 녠위좐 문화     |                |
| 2500            |                       | 마창 문화                 | 2800-2000                | 룽산 문화                     |                  | 칭롄강 문화      |                                | 펑비터우 문화   |                |
|                 |                       | 2400-2000                 |                          | 2600-2000                     |                  | *후베이          |                                | 허당 문화       | 바이양춘 문화  |
|                 |                       | *치자 문화                |                          |                               |                  | 룽산 문화        |                                | 3000-....       | 2200-2100      |
| 2000            | *샤자뎬 하층문화      | 2300-1800                 |                          |                               |                  | 2400-2000        |                                |                 | 다이룽탄 문화  |
|                 | 2000-300              |                           | *얼리터우 문화           | *웨스 문화                    |                  |                  |                                |                 | 2100-2000      |
|                 |                       | *Siba                     | 1900-1500                | 1900-1500                     | *마차오 문화     |                  |                                |                 |                |
| 1500            |                       | 1950-1500                 | *얼리강 문화 하나라??    |                               | 1800-1200        | *우청 문화 1500- | *쓰촨 문화 (삼성퇴 유적) 1500- |                 |                |

위 도표에서는 중국을 아홉 개의 지역으로 나누고 있다.
1. 몽골과 만주: 내몽고 자치구, 흑룡강성, 지린성, 랴오닝성
2. 황하 상류 지역(중국 서북부): 감숙성, 청해성, 섬서성 서부
3. 황하 중류 지역(중원): 산서성, 하북성, 하남성 서부, 섬서성 동부　(화북 평야. 이전에는 중국 고대 문명의 발상지로 되어 있었다.)
4. 황하 하류 지역(중국 동북부): 산둥성, 안휘성, 강소성 북부, 하남성 동부
5. 장강 하류 지역: 강소성의 거의 대부분 및 절강성
6. 장강 중류 지역: 후베이성과 후난성 북부
7. 쓰촨성과 장강 상류 지역
8. 중국 동남부: 푸젠성, 강서성, 광둥성, 광시 좡족 자치구, 후난성 남부(베트남 북부의 홍강 하류나, 타이완도 포함)
9. 중국 서남: 윈난성, 귀주성

## 같이 보기
- 중국의 신석기 시대 그림 문자

## 참고 문헌
- Chang Kwang-chih, The Archaeology of Ancient China, Yale University Press: New Haven, 1986 (4판 - 개정증보판), ISBN 0-300-03784-8
- Loewe, Michael en Edward L. Shaughnessy, The Cambridge History of Ancient China. From the Origins of Civilization to 221 B.C., Cambridge University Press: Cambridge, 1999, ISBN 0-521-47030-7.
- Higham, Charles, The Bronze Age of Southeast Asia, Cambridge University Press: Cambridge, 1996, ISBN 0-521-49660-8
- Li Liu,The Chinese Neolithic. Trajectories to Early States, Cambridge University Press: Cambridge, 2004, ISBN 0-521-81184-8
- Maisels, Charles Keith, Early Civilizations of the Old World. The Formative Histories of Egypt, The Levant, Mesopotamia, India and China, Routledge: Londen, 1999, ISBN 0-415-10976-0.
- Scarre, Chris, The Human Past. World Prehistory & the Development of Human Societies, Thames & Hudson: Londen, 2005, ISBN 0-500-28531-4

Higham, Charles, 'East Asian Agriculture and Its Impact', 7장, p.234 ~ 264.
Higham, Charles, 'Complex Societies of East and Southeast Asia', 7장, p.552 ~ 594

## 같이 보기
- 중국의 역사
- 베이푸디
- 삼황오제
- 하나라